# Toyoko Inn
Toyoko Inn Co., Ltd. (株式会社東横イン?, Kabushiki Kaisha Tōyoko In) è una catena di hotel giapponese nata nel 1986 e che si è espansa rapidamente dagli anni '90.

## Storia

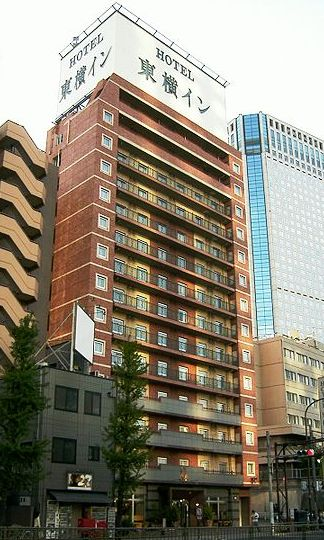
The Toyoko Inn Shinagawa-eki Takanawa-guchi nella sezione Takanawa di Minato, nei pressi della stazione di Shinagawa

La catena, il cui nome è un portmanteau dei nomi Tokyo e Yokohama, mira all'uniformità dei suoi hotel, utilizzando il maggior numero possibile di componenti prefabbricati e acquistati in blocco per ridurre i costi.La catena è anche conosciuta per assumere quasi esclusivamente donne: nel 2001, il 95% della forza lavoro era composta da donne, e quasi tutte le donne manager degli hotel sono sposate.